# Kakhtgarh
Kakhtgarh fou un estat tributari protegit, del tipus thakurat garanti, inicialment a l'agència de Bhopawar i després a l'agència de Malwa, a l'Índia central. La superfície era de 168 km² i la població de 6.774. Tenia uns ingressos estimats de 60.000 rúpies.
El sobirà portava el títol de thakur i era un rajput ponwar.